# Makartetîne, Novopskov
Makartetîne (în ucraineană Макартетине) este un sat în comuna Osînove din raionul Novopskov, regiunea Luhansk, Ucraina.

## Demografie
Componența lingvistică a localității Makartetîne
     Ucraineană (94,59%)
     Rusă (5,41%)
Conform recensământului din 2001, majoritatea populației localității Makartetîne era vorbitoare de ucraineană (94,59%), existând în minoritate și vorbitori de rusă (5,41%).